# Patrik Bořecký
Patrik Bořecký (* 3. listopadu 1967) je český divadelní herec.
Podle profilu na webu Městského divadla Brno studium na Janáčkově akademii múzických umění (JAMU) v Brně ukončil v roce 1995, v seznamu absolventů JAMU ale není uveden. Poté dostal angažmá v Divadle 7 a půl v Brně. Od 1. června 2000 je stálým členem souboru Městského divadla Brno.

## Role vMěstském divadle Brno
- Florindo Aretusi – Sluha dvou pánů
- István – Cikáni jdou do nebe
- Nahum, žebrák – Šumař na střeše
- Gooper – Kočka na rozpálené plechové střeše
- Grimaud, paní Surmajová – Tři mušketýři
- Archambaud, doktor – Blbec k večeři